# 2011年俄罗斯
此年表記錄了2011年在俄罗斯發生的事件。

## 政府人員
- 俄羅斯總統：德米特里·梅德韋傑夫（統一俄羅斯黨）
- 俄羅斯總理：弗拉基米爾·普京（統一俄羅斯黨）

## 大事記

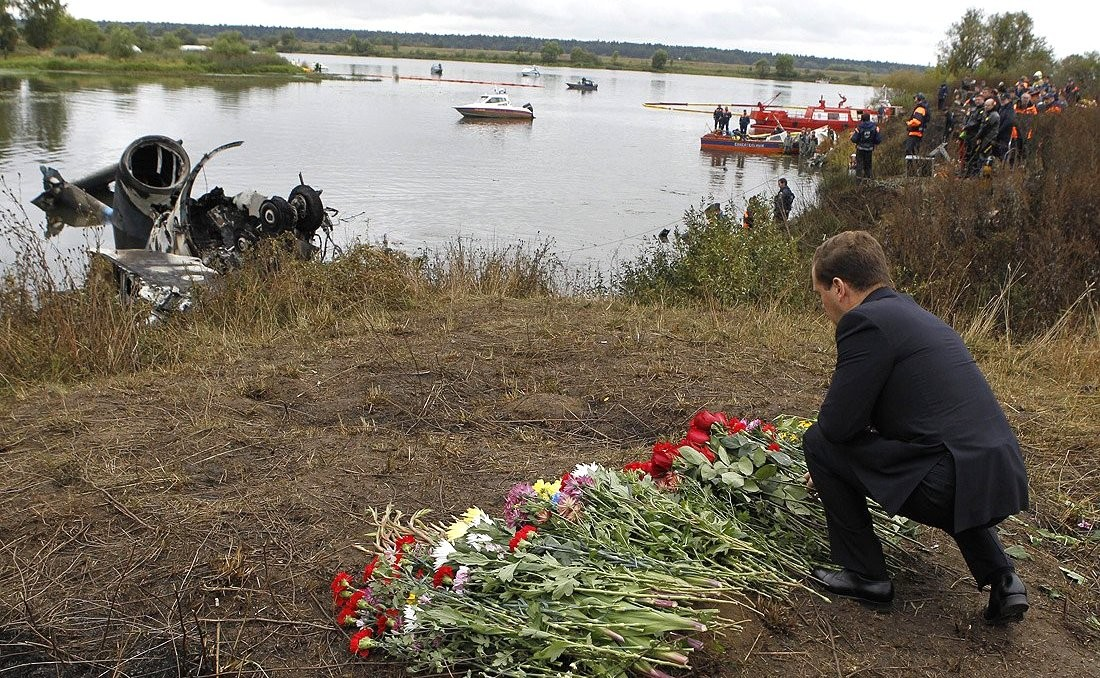
2011年雅羅斯拉夫爾空難

- 1月1日：一架客機在俄羅斯東部的蘇爾古特爆炸，4人死亡，約40人受傷後[1]。
- 1月22日：俄羅斯西南部城市烏法一所購物中心發生大火，至少2人死[2][3]。
- 1月24日：多莫傑多沃國際機場發生自殺式炸彈襲擊，至少35人死，130人受傷[4][5]。
- 1月26日：多莫傑多沃國際機場發生自殺式炸彈襲擊後，俄羅斯總統梅德韋傑夫解僱首席頂級機場安全官員[6][7]。
- 2月9日：俄羅斯格羅茲尼發生串行爆炸，至少5人受傷[8]。
- 2月28日：俄羅斯聯邦原子能機構指布什爾核電站由於核反應堆的冷卻泵損壞而延遲啟用[9]。
- 3月1日：由於俄羅斯警察改革（英语：Russian police reform），俄羅斯執法者的稱號由民兵（Militsiya）改為警察（Politsiya）。
- 3月27日：俄羅斯總統梅德韋傑提前一個月簽署法令，永久使用日光節約時制[10]。
- 5月2日：由於俄羅斯和中國反對，聯合國安理會未能達成譴責敘利亞殺戮示威者的聲明[11]。
- 5月4日：俄羅斯安全部隊成功捕殺基地組織的Doger Sevdet，他在俄羅斯北高加索地區和車臣叛亂分子並肩作戰[12]。
- 5月6日：俄羅斯執行緊急任務，拯救在北極發生核洩漏的核動力破冰船[13]。
- 5月6日：俄羅斯法院判涉嫌在2009年謀殺人權律師斯坦尼斯拉夫·馬爾克洛夫和記者安娜斯塔西亞·埃杜多芙娜·巴布洛娃的Nikita Tikhonov終身監禁[14]。
- 5月19日：由俄羅斯帶領的歐亞經濟共同體和白俄羅斯提供了30億美元的援助計劃[15]。
- 5月30日：俄羅斯發現檔案文件，顯示希特勒曾在1941年下令魯道夫·赫斯到英國，與溫斯頓·丘吉爾協商和平協議[16]。
- 6月2日：俄羅斯烏德穆爾特共和國一所彈藥庫起火，42人受傷[17]。
- 6月3日：俄羅斯西部烏拉爾山脈地區一所彈藥庫爆炸，57人受傷，28000人被迫撤離[18]。
- 7月20日：根據法律，啤酒從食品重新分類為酒精飲料，以便加強銷售管制[19]。
- 9月7日：雅羅斯拉夫爾附近發生空難，44人死[20]。
- 12月4日：俄罗斯举行杜马选举，共计450个杜马议席全部由公民投票产生。[21]
- 12月5日：大约8000人在莫斯科举行反政府示威活动，对象直指执政的统一俄罗斯党和时任总理普京领导的政府、以及普京谋求2012年总统的参选计划。[22]

## 訃聞
- 1月1日：尼克萊·阿布拉莫夫（英语：Nikolay Abramov (footballer, born 1984)），26歲，足球員[23]
- 1月1日：喬治·亞歷山德羅維奇·波（英语：Georgiy Ball），83歲，作家[24]
- 1月4日：Metropolitan Chrysanth（英语：Chrysanth (Chepil)），73歲，東正教主教[25]
- 1月6日：彼得·蘇民（英语：Pyotr Sumin），64歲，政客，車里雅賓斯克州前州長[26]
- 1月31日：Pyotr Sumin（英语：Pyotr Sumin），87歲，詩人[27]
- 2月3日：Nikolay Dorizo（英语：Nikolay Dorizo），82歲，歌劇歌手和電影演員[28]
- 2月24日：謝爾蓋·科瓦廖夫季奇（英语：Sergei Nikitich Kovalev），91歲，核潛艇設計師[29]
- 2月25日：Valery Bezruchenko，70歲，單簧管演奏家和音樂老師[30]
- 3月4日：米哈伊爾·西蒙諾夫，81歲，飛機設計師[31]
- 3月13日：Vitaly Vulf（英语：Vitaly Vulf），80歲，戲劇評論家和電視節目主持人[32]
- 3月14日：Eduard Gushchin（英语：Eduard Gushchin），70歲，運動員[33]
- 3月21日：尼古拉·安德里亞諾夫，58歲，體操運動員[34]
- 3月25日：帕維爾·列昂諾夫，90歲，藝術家[35]
- 3月26日：Nikolai Andrianov，59歲，音樂家[36]
- 3月30日：Lyudmila Gurchenko（英语：Lyudmila Gurchenko），75歲，女電影演員和歌手[37]
- 3月31日：Vassili Kononov（英语：Vassili Kononov），88歲，退伍軍人和戰犯
- 4月1日：George Gryaznov（英语：George (Gryaznov)），77歲，俄羅斯東正教大主教
- 4月3日：Yevgeny Lyadin（英语：Yevgeny Lyadin），84歲，足球員[38]
- 4月6日：伊戈爾·伯曼（英语：Igor Birman），85歲，俄裔美國作家和經濟學家[39]
- 4月10日：Mikhail Rusyayev（英语：Mikhail Rusyayev），46歲，俄羅斯的足球運動員[40]
- 4月27日：伊戈爾·桿（英语：Igor Kon），82歲，哲學家、心理學家和性學家[41]
- 4月28日：Yulia Rumyantseva，42歲，編輯和電影製作人[42]
- 4月29日：弗拉基米尔·弗谢沃洛多维奇·克拉伊涅夫，67歲，鋼琴家[43]
- 5月2日：亞歷山大·拉扎列夫（英语：Alexander Lazarev），73歲，演員[44]
- 5月2日：Leonid Abalkin，80歲，經濟學家[45]
- 5月8日：Galina Urbanovich（英语：Galina Urbanovich），93歲，體操運動員[46]
- 5月19日：Vladimir Ryzhkin（英语：Vladimir Ryzhkin），80歲，足球員[47]
- 5月22日：Nina Yablonskaya，46歲，商人和美容院主任[48]
- 6月7日：Maksud Sadikov（英语：Maksud Sadikov），48歲，伊斯蘭學者和神學家[49]
- 6月10日：尤里·布達諾夫（英语：Yuri Budanov），47歲，軍人和戰犯[50]
- 6月15日：Pavel Stolbov（英语：Pavel Stolbov），81歲，體操運動員
- 6月18日：葉連娜·邦納，88歲，人權活動家[51]
- 6月20日：Magomet Isayev（英语：Magomet Isayev），83歲，世界語翻譯家和語言學家[52]
- 6月20日：Vladimir Pettay（英语：Vladimir Pettay），38歲，足球裁判
- 6月23日：Vladislav Achalov（英语：Vladislav Achalov），65歲，俄國將軍和活動家[53]
- 7月7日：Yuri Kukin（英语：Yuri Kukin），78歲，歌手和詞曲作者[54]
- 7月14日：Eduard Gushchin（英语：Eduard Gushchin），66歲，游泳選手[55]
- 7月19日：卡倫·哈恰圖良（英语：Karen Khachaturian），90歲，作曲家[56]
- 7月21日：葉夫根尼·洛帕廷（英语：Yevgeny Lopatin），93歲，舉重運動員[57]
- 7月22日：德米特里·弗曼（英语：Dmitri Furman），68歲，歷史學家和哲學家[58]
- 7月27日：Eduard Rozovsky（英语：Eduard Rozovsky），84歲，攝影師[59]
- 8月2日：Asadullo Gulomov（英语：Asadullo Gulomov），58歲，塔吉克族政治家[60]
- 8月2日：安德烈·卡皮查，80歲，地理學家和探險家[61]
- 8月3日：尼古拉·A·彼得羅夫（英语：Nikolai Arnoldovich Petrov），68歲，鋼琴家[62]
- 8月14日：Yekaterina Golubeva（英语：Yekaterina Golubeva），44歲，女演員[63]
- 8月27日：Iya Savvina（英语：Iya Savvina），75歲，女演員[64]
- 8月30日：Alla Bayanova（英语：Alla Bayanova），97歲，歌手[65]
- 8月31日：瓦列裡·羅傑斯特文斯基（英语：Valery Rozhdestvensky），72歲，蘇聯宇航員[66]
- 9月29日：塔季扬娜·丽奥兹诺娃，87歲，電影導演[67]
- 9月29日：Vera Popkova（英语：Vera Popkova），68歲，運動員[68]
- 12月24日：Vitaly Tseshkovsky（英语：Vitaly Tseshkovsky），67歲，國際象棋大師[69]